# Mongolská lidová republika
Mongolská lidová republika, zkráceně MoLR, byl socialistický stát, který existoval v letech 1924 až 1992, nacházející se v historické oblasti Vnějšího Mongolska ve východní Asii. Lidová republika byla ovládána Mongolskou lidovou revoluční stranou a celou svoji historii udržovala úzké vazby se Sovětským svazem.
Geograficky byla ohraničena Čínou na jihu a Sovětským svazem (přes Ruskou SFSR ) na severu. Do roku 1944 také sousedila s Tuvinskou aratskou republikou, sovětským satelitním státem  uznávaným pouze Mongolskem a Sovětským svazem.

## Dějiny

### Vznik
Od roku 1691 do roku 1911 ovládla Vnější Mongolsko dynastie Čching. V první dekádě 20. století začala vláda Čchingů zavádět reformy, zaměřené na lepší integraci vnějšího Mongolska. V srpnu 1911 se vydala mongolská delegace do Petrohradu a získala příslib omezené podpory. Po návratu již započala revoluce vedoucí ke kolapsu dynastie Čching. 
V prosinci 1911 Mongolové sesadili ambana v Ulánbátaru a vyhlásili svou nezávislost pod vedením 8. bogdgegéna, který byl jmenován mongolským Bogd chánem. V roce 1915 Čínská republika uznala Kjachtskou smlouvou Mongolsku rozsáhlou autonomii, což trvalo do roku 1919. Po revoluci v Rusku Čína Mongolsko obsadila. 
V říjnu 1920 do země vpadla Asijská jízdní divize barona Ungerna von Sternberg, kterému se podařilo osvobodit vládce Mongolska Bogdgegéna z čínského zajetí a (na druhý pokus) vyhnal čínská vojska z Chüré (dnešního Ulánbátaru). Postupem doby se mu podařilo vytlačit čínské síly z celého Vnějšího Mongolska. Mongolsko bylo vyhlášeno nezávislým královstvím pod teokratickou vládou Bogdgegéna, který však vládl pouze formálně. Faktickým vládcem se stal Ungern. 
Dne 28. června 1921 na území Vnějšího Mongolska vpadla Rudá armáda spolu s mongolskými oddíly vedenými Süchbátarem a 5. července 1921 její jednotky vstoupily do Chüré. Ungern byl téhož roku zajat a popraven. Po roce 1921 se tak Mongolsku s vojenskou podporou Sovětského svazu podařilo obnovit omezenou nezávislost avšak s významnou vazbou na Sovětský svaz. Hlavou státu zůstal zpočátku Bogd chán, k transformaci na lidovou republiku došlo až po chánově smrti roku 1924.

### Upevnění moci (1925–1938)
V letech 1925 až 1928 byl ustanoven nový režim. V té době bylo Mongolsko velmi nerozvinuté. Průmysl neexistoval a všechno bohatství bylo ovládáno šlechtou a kláštery. Populace měla méně než milion obyvatel a zmenšovala se, kvůli polovině všech mongolských mužů žijících v klášterech. 
V roce 1928 sovětský vůdce Josif Stalin a komunistická kominterna nařídili kolektivizaci mongolského zemědělství. To vedlo k systematické likvidaci klášterů a náboženství, popravám, krachu hospodářství a dopravy, což mělo za následek povstání na západě a jihu. Popravy začaly v letech 1933–34 represemi proti burjatské komunitě, aby pokračovaly masovými popravami a represemi z let 1937–1939, ve kterých přišly o život desítky tisíc lidí, především církve a šlechty. Většina budhistických klášterů v zemi byla vypálena a zbourána.

### Od druhé světové války
MoLR se zapojila do druhé světové války zejména v konfliktu s Japonskem, kdy roku 1939 se mongolské jednotky podílely na sovětském vítězství v bitvě u řeky Chalchyn. V roce 1944 se samostatná Tuva připojila k Sovětskému svazu. Po válce poprvé Čínská republika uznala mongolskou nezávislost. I po ovládnutí Číny komunisty zůstalo Mongolsko částí východního bloku na straně Sovětského svazu (naopak Čínská lidová republika sice nezávislost uznávala, nicméně se aktivně diplomaticky snažila o opětné připojení Mongolska).
Poslední komunistický mongolský vůdce Džambyn Batmönch se nepříliš úspěšně pokoušel o reformy ve druhé polovině 80. let, při protestech na začátku roku 1990 rezignoval a tzv. demokratická revoluce proběhla nenásilně. V letech 1990–1992 probíhaly demokratizační změny, po kterých došlo i k změně názvu.